# Iso-Kalla

Iso-Kalla est un grand lac situé dans la région de Savonie du Nord de la province de Finlande-Orientale,,.

## Géographie
Iso-Kalla est un grand lac composé de six bassins de même altitude. 
Iso-Kalla fait partie de la voie navigable de Kallavesi et ses parties lacustres sont les lacs Kallavesi, Suvasvesi, Juurusvesi, Riistavesi (fi), Varisvesi et Iso-Jälä.
La superficie totale du lac est de plus de 907 kilomètres carrés. 
Si tous les bassins à la même altitude et reliés entre eux sont interprétés comme de grands lacs, c'est le quatrième plus grand lac de Finlande après le Suur-Saimaa, le lac Inari et le lac Päijänne.
Le lac s'étend sur le territoire de cinq municipalités qui sont Kuopio, Siilinjärvi, Leppävirta, Tuusniemi et Heinävesi, et auparavant aussi Juankoski, qui fait maintenant partie de Kuopio.
| Lac                                  | Superficie  | Profondeur | Municipalités                            |
| ------------------------------------ | ----------- | ---------- | ---------------------------------------- |
| Kallavesi (ensemble)                 | 47 809,6 ha | 75 m       | Siilinjärvi, Kuopio, Leppävirta          |
| Suvasvesi (04.273.1.001)             | 23 357,7 ha | 90 m       | Tuusniemi, Heinävesi, Kuopio, Leppävirta |
| Juurusvesi - Akonvesi (04.611.1.001) | 15 687,1 ha | 61,97 m    | Siilinjärvi, Kuopio                      |
| Riistavesi (04.691.1.001)            | 2 317,17 ha | 42,97 m    | Tuusniemi, Kuopio                        |
| Varisvesi (04.273.1.300)             | 783,81 ha   | 28,65 m    | Heinävesi, Leppävirta                    |
| Iso-Jälä (04.611.1.007)              | 728,97 ha   | 47,56 m    | Siilinjärvi                              |